# Ла-Шабан
Ла-Шаба́н (фр. La Chabanne) — коммуна во Франции, находится в регионе Овернь. Департамент коммуны — Алье. Входит в состав кантона Ле-Мейе-де-Монтань. Округ коммуны — Виши.
Код INSEE коммуны — 03050.

## Население
Население коммуны на 2008 год составляло 186 человек.
| 1962 | 1968 | 1975 | 1982 | 1990 | 1999 | 2008 |
| ---- | ---- | ---- | ---- | ---- | ---- | ---- |
| 287  | 380  | 321  | 263  | 215  | 192  | 186  |

## Экономика
В 2007 году среди 102 человек в трудоспособном возрасте (15—64 лет) 70 были экономически активными, 32 — неактивными (показатель активности — 68,6 %, в 1999 году было 55,8 %). Из 70 активных работали 63 человека (42 мужчины и 21 женщина), безработных было 7 (2 мужчин и 5 женщин). Среди 32 неактивных 7 человек были учащимися или студентами, 14 — пенсионерами, 11 были неактивными по другим причинам.